# Canzonissima 1962
Canzonissima 1962 è stata una trasmissione musicale, andata in onda dall'11 ottobre del 1962 al 6 gennaio del 1963, condotta per le prime sette puntate da Dario Fo e Franca Rame, dalla nona alla dodicesima da Sandra Mondaini e Tino Buazzelli e la tredicesima e ultima da Corrado. La sigla iniziale Su cantiam è cantata da Dario Fo, quella finale Stringimi forte i polsi da Mina, che NON compare nel video.

## Il programma
La conduzione di Canzonissima 1962 fu affidata a Dario Fo e Franca Rame. Gli autori erano lo stesso Dario Fo e Leo Chiosso, la regia era affidata a Vito Molinari e la direzione musicale a Gigi Cichellero. Il programma andava in onda il giovedì sera sul programma nazionale.
Quest'edizione di Canzonissima finì per risultare la più burrascosa, a causa dei contrasti intervenuti tra Dario Fo e i dirigenti della RAI. Fo realizzò alcuni monologhi di satira su temi sociali (tra cui la mafia, le malattie professionali e la sicurezza sul lavoro) che provocarono gli attacchi di alcuni giornali e le proteste di alcuni settori politici, causando interventi sempre più severi da parte della censura della RAI. Alla vigilia dell'ottava puntata vi fu una controversia su uno sketch che aveva come protagonista un costruttore edile e come tema la sicurezza nei cantieri; lo sketch, già approvato, venne censurato, con la motivazione che era in corso una vertenza sindacale riguardante proprio i lavoratori edili.
A seguito di ciò, si arrivò alla rottura tra la RAI e i conduttori e la sera del 29 novembre, poco prima della trasmissione, un'annunciatrice comunicò che Dario Fo e Franca Rame si erano ritirati da Canzonissima. L'ottava puntata andò in onda senza i conduttori e i cantanti vennero presentati da Maria Grazia Picchetti, annunciatrice della sede RAI di Milano, da cui andava in onda il programma. Per sostituire Fo e Rame, i dirigenti della RAI interpellarono alcuni personaggi del mondo dello spettacolo tra cui Gino Bramieri e Walter Chiari: quest'ultimo aveva inizialmente accettato di sostituire i due, in quanto completamente all'oscuro della situazione determinatasi in seguito all'interruzione delle rappresentazioni televisive di Dario Fo e di Franca Rame, ignorando le tesi sostenute in proposito dalla Società degli attori. Dopo i chiarimenti ricevuti, Chiari si ritirò definitivamente, dichiarando di dare la propria completa solidarietà all'azione mossa da parte della Società degli attori. Alla fine, la conduzione delle restanti puntate venne affidata a Sandra Mondaini e Tino Buazzelli, che erano stati tra i conduttori dell'edizione precedente. Per la conduzione della serata finale del 6 gennaio venne chiamato Corrado.
La gara canora fu vinta da Tony Renis con il brano Quando quando quando, mentre al secondo posto si classificò Gino Paoli, che sostituisce Mina indisposta con Il cielo in una stanza. In seguito ai problemi di quest'edizione, dal 1963 gli spettacoli di fine anno abbinati alla Lotteria Italia abbandonarono temporaneamente il nome di Canzonissima e presero denominazioni diverse, per tornare al titolo originale a partire dal 1968.

## Classifiche delle gare eliminatorie

### 1ª puntata (13 ottobre)
Mina – Il cielo in una stanza (458.948)

Betty Curtis – Tango del mare (171.664)

Luciano Tajoli – Serenata celeste (109.728)

Joe Sentieri e Wilma De Angelis – Quando vien la sera (57.018)

Achille Togliani – Sciummo (34.545)

Jula De Palma – Le tue mani (19.497)

### 2ª puntata (18 ottobre)
Jolanda Rossin – Tango della gelosia (228.997)

Milva – Guarda che luna (82.548)

Domenico Modugno – Notte di luna calante (56.622)

Gino Paoli – Senza fine (37.459)

Umberto Bindi – È vero (35.458)

Gianni Meccia – Folle banderuola (11.421)

### 3ª puntata (25 ottobre)
Gloria Christian – Anema e core (124.189)

Giorgio Gaber – Non arrossire (65.646)

Don Marino Barreto jr. – La più bella del mondo (32.593)

Sergio Bruni – Vieneme ‘nzuonno (28.436)

Nicola Arigliano – I sing “ammore” (12.758)

Natalino Otto – Non illuderti (8.436)

### 4ª puntata (1 novembre)
Giuseppe Di Stefano – Chitarra romana (140.411)

Mina – Munasterio ‘e Santa Chiara (60.617)

Corrado Lojacono – Amor (25.904)

Nilla Pizzi – T’ho voluto bene (19.891)

Quartetto Cetra – Donna (15.384)

Fausto Cigliano – Che m’è ‘mparato a fa’ (6.522)

### 5ª puntata (8 novembre)
Ninì Rosso – La ballata della tromba (274.549)

Little Tony – 24 mila baci (101.056)

Flò Sandon’s – Mare verde (66.270)

Pino Donaggio – Come sinfonia (63.521)

Jenny Luna – Le mille bolle blu (16.367)

Bruna Lelli – Tintarella di luna (15.519)

### 6ª puntata (15 novembre)
Nico Fidenco – Legata a un granello di sabbia (196.653)

Umberto Bindi – Il nostro concerto (64.744)

Giacomo Rondinella – I’ te vurria vasà (42.843)

Rino Salviati – Venticello de Roma (38.460)

Betty Curtis – Cantando con le lacrime agli occhi (32.744)

Teddy Reno – Piccolissima serenata (30.635)

### 7ª puntata (22 novembre)
Tony Renis – Quando quando quando (535.651)

Aura D’Angelo – Violino Tzigano (90.535)

Mario Abbate – ‘Na sera ‘e maggio (63.053)

Aurelio Ferrio – Luna caprese (54.824)

Helen Merrill – Resta ‘cu mme (42.141)

Coky Mazzetti – Coriandoli (7.782)

### 8ª puntata (29 novembre)
Miranda Martino – Voce ‘e notte (74.744)

Jula De Palma – Love in Portofino (56.651)

Betty Curtis – Nessuno (32.864)

Maria Doris – Su nel ciel (24.693)

Ugo Calise – Nun è peccato (21.606)

Germana Caroli e Gino Corcelli – Il tuo bacio è come un rock (20.071)

## Classifiche delle semifinali
Vengono ammesse le 21 canzoni più votate nelle otto puntate precedenti, che gareggiano distribuite in tre nuove puntate.

In neretto interpreti e canzoni finaliste.

### 9ª puntata (6 dicembre)
Mina - Il cielo in una stanza (75.113)

Jolanda Rossin - Tango della gelosia (46.058)

Betty Curtis - Tango del mare (24.277)

Giuseppe Di Stefano - Chitarra romana (17.077)

Gloria Christian - Anema e core (12.695)

Giorgio Gaber - Non arrossire (6.106)

Milva - Guarda che luna (3.811)

### 10ª puntata (13 dicembre)
Ninì Rosso - La ballata della tromba (64.870)

Nico Fidenco - Legata ad un granello di sabbia (15.263)

Little Tony - 24 mila baci (10.137)

Miranda Martino - Voce ‘e notte (8.818)

Jula De Palma - Love in Portofino (5.862)

Umberto Bindi - Il nostro concerto (4.244)

Mina - Munasterio ‘e Santa Chiara (2.411)

### 11ª puntata (20 dicembre)
Tony Renis - Quando quando quando (172.834)

Aura D’Angelo - Violino tzigano (21.131)

Flo’ Sandon’s - Mare verde (5.745)

Joe Sentieri e Wilma De Angelis - Quando vien la sera (4.495)

Luciano Tajoli - Serenata celeste (4.194)

Mario Abbate - ‘Na sera ‘e maggio (3.684)

Pino Donaggio - Come sinfonia (2.852)

### 12ª puntata (27 dicembre)
Puntata speciale dedicata alle canzoni straniere con Johnny Dorelli, Arturo Testa, Carla Boni, Tony Dallara e Gilbert Becaud.

## Classifica finale

### 13ª puntata (6 gennaio 1963)
| Posizione | Interprete                                         | Brano                  | Voti    |
| --------- | -------------------------------------------------- | ---------------------- | ------- |
| 1         | Tony Renis                                         | Quando quando quando   | 620.924 |
| 2         | Gino Paoli (sostituisce Mina)                      | Il cielo in una stanza | 250.631 |
| 3         | Nini Rosso                                         | Ballata della tromba   | 200.799 |
| 4         | Emilio Pericoli (sostituisce Jolanda Rossin)       | Il tango della gelosia | 107.592 |
| 5         | Achille Togliani (sostituisce Giuseppe Di Stefano) | Chitarra romana        | 99.297  |
| 6         | Betty Curtis                                       | Tango del mare         | 57.669  |
| 7         | Aura D'Angelo                                      | Violino tzigano        | 55.895  |